# Valezim
Valezim is een plaats (freguesia) in de Portugese gemeente Seia en telt 382 inwoners (2001).